# Nosside
Nosside (in greco antico: Νοσσίς?, Nossís; Locri Epizefiri, IV secolo a.C. circa – III secolo a.C. circa) è stata una poetessa greca antica dell'età ellenistica.

## Biografia
Figlia della nobile Teofile, visse a Locri Epizefiri sulla costa ionica reggina, nel periodo della guerra contro i Bruzi. Fu senza dubbio la più grande poetessa della Magna Grecia, inserita nel filone dorico-peloponnesiaco della poesia epigrammatica e quindi giovane collega di Anite di Tegea. Forse fu contemporanea del poeta Rintone, da lei ricordato in un epigramma funebre.
Probabilmente ebbe un tiaso femminile nella sua città, legando il suo nome al culto della dea Afrodite, particolarmente venerata a Locri e forse al rituale della "prostituzione sacra". La dedizione all'universo femminile le valse l'epiteto di «Voce di donna». Da un suo famoso epigramma, composto nella forma retorica di epitaffio traspare infatti la consapevolezza di un rapporto, sospeso tra rivalità ed emulazione, con Saffo.
Proprio su tali basi Meleagro di Gadara deve averla antologizzata nella sua Corona e Antipatro di Tessalonica l'annovera tra le nove poetesse che meritarono l'onore di gareggiare con le Muse.
Nell'attuale cittadina di Locri, sul lungomare, è presente un monumento a Nosside, scolpito dall'artista Tony Custureri.

## Epigrammi

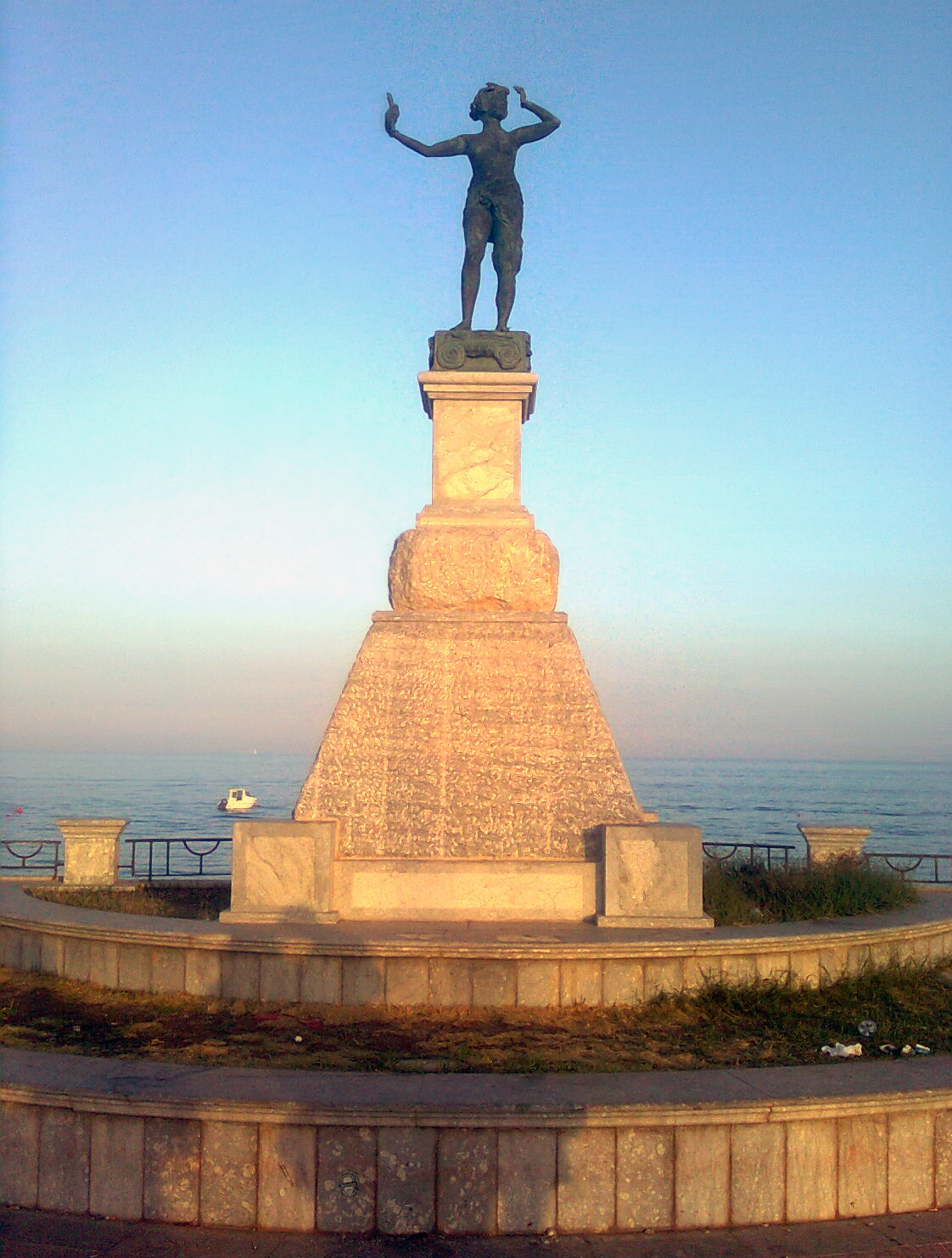
Locri. Tony Custureri, Monumento a Nosside.

Le si attribuiscono dodici epigrammi di argomento soprattutto votivo, sepolcrale ed epidittico, di cui uno forse spurio.
La sua poetica, analogamente a quella di Saffo, costituisce un canto alla vita, alla bellezza femminile ed alla dolcezza dell'amore, evidenziando, comunque, la sua impostazione spiccatamente alessandrina, con raffinate allusioni testuali e contenutistiche al celebre modello saffico.
(A.P., VI, 353)
Nosside, comunque, si distingue per una certa passionalità tipicamente magnogreca e per il fatto che in essa non mancano riferimenti alla cultura locrese.
La forte coscienza letteraria che si evince prettamente nel componimento in cui la poetessa si automenziona ed esplicita le sue affermazioni programmatiche, è una delle caratteristiche più forti della sua poesia:
(A.P., V, 170)
Questo componimento lascia pensare che esistesse una silloge poetica firmata da Nosside e incentrata su tematiche amorose che purtroppo non è arrivata fino a noi. La produzione conosciuta comprende, invece, epigrammi descrittivi (detti anche ecfrastici) che vedono le donne e, specialmente le cortigiane, protagoniste di offerte votive nei templi di Afrodite:
(A.P., VI, 275)